# Bjärnum
Bjärnum est une localité de Suède dans la commune de Hässleholm en Scanie.
Sa population était de 2 812 habitants en 2019.